# Lipovec pri Kostelu
Lipovec pri Kostelu is een plaats in Slovenië en maakt deel uit van de gemeente Kostel in de NUTS-3-regio Jugovzhodna Slovenija.